# Dictyophleba ochracea
Dictyophleba ochracea är en oleanderväxtart som först beskrevs av Karl Moritz Schumann och Hallier f., och fick sitt nu gällande namn av Marcel Pichon. Dictyophleba ochracea ingår i släktet Dictyophleba och familjen oleanderväxter. Inga underarter finns listade i Catalogue of Life.